# Collegio plurinominale Lombardia 1 - 02 (2020)
Il collegio elettorale plurinominale Lombardia 1 - 02 è un collegio elettorale plurinominale della Repubblica italiana per l'elezione della Camera dei deputati.

## Territorio
Come previsto dalla legge n. 51 del 27 maggio 2019, il collegio è stato definito tramite decreto legislativo all'interno della circoscrizione Lombardia 1.
Il collegio comprende la zona definita dai quattro collegi uninominali Lombardia 1 - 01 (Monza), Lombardia 1 - 02 (Seregno), Lombardia 1 - 03 (Cologno Monzese) e Lombardia 1 - 06 (Sesto San Giovanni) quindi la parte nord-orientale della città metropolitana di Milano e l’intera provincia di Monza e della Brianza.

## XIX legislatura

### Risultati elettorali
|                               | Fratelli d'Italia                                       | 251 145   | 26,02 | 3 | 451 338 | 46,75 | 4 |  |  |
|                               | Lega per Salvini Premier                                | 110 697   | 11,47 | 1 | 451 338 | 46,75 | 4 |  |  |
|                               | Forza Italia                                            | 80 141    | 8,30  | 1 | 451 338 | 46,75 | 4 |  |  |
|                               | Noi Moderati                                            | 9 355     | 0,97  | – | 451 338 | 46,75 | 4 |  |  |
|                               | Partito Democratico - Italia Democratica e Progressista | 198 275   | 20,54 | 2 | 277 023 | 28,70 | – |  |  |
|                               | Alleanza Verdi e Sinistra                               | 38 316    | 3,97  | – | 277 023 | 28,70 | – |  |  |
|                               | +Europa                                                 | 36 285    | 3,76  | – | 277 023 | 28,70 | – |  |  |
|                               | Impegno Civico – Centro Democratico                     | 4 147     | 0,43  | – | 277 023 | 28,70 | – |  |  |
|                               | Azione - Italia Viva                                    | 98 511    | 10,20 | 1 | 98 511  | 10,20 | – |  |  |
|                               | Movimento 5 Stelle                                      | 90 463    | 9,37  | 1 | 90 463  | 9,37  | – |  |  |
|                               | Italexit                                                | 18 640    | 1,93  | – | 18 640  | 1,93  | – |  |  |
|                               | Unione Popolare                                         | 11 370    | 1,18  | – | 11 370  | 1,18  | – |  |  |
|                               | Italia Sovrana e Popolare                               | 10 834    | 1,12  | – | 10 834  | 1,12  | – |  |  |
|                               | Vita                                                    | 6 363     | 0,66  | – | 6 363   | 0,66  | – |  |  |
|                               | Noi di Centro – Europeisti                              | 824       | 0,09  | – | 824     | 0,09  | – |  |  |
| Totale                        | Totale                                                  | 965 366   | 100   | 9 | 965 366 | 100   | 4 |  |  |
|                               |                                                         |           |       |   |         |       |   |  |  |
| Voti non validi               | Voti non validi                                         | 34 800    | 3,48  |   |         |       |   |  |  |
| Votanti                       | Votanti                                                 | 1 000 166 | 70,26 |   |         |       |   |  |  |
| Elettori                      | Elettori                                                | 1 423 553 |       |   |         |       |   |  |  |
|                               |                                                         |           |       |   |         |       |   |  |  |
| Data: 25 settembre 2022       |                                                         |           |       |   |         |       |   |  |  |
| Fonte: Ministero dell'interno |                                                         |           |       |   |         |       |   |  |  |

### Eletti

#### Eletti nei collegi uninominali
Eletti nella coalizione di centro-destra (FdI - Lega - FI - NM)
| Collegio uninominale  | Eletto | Eletto             | Partito           |
| --------------------- | ------ | ------------------ | ----------------- |
| 1. Monza              |        | Paola Frassinetti  | Fratelli d'Italia |
| 2. Seregno            |        | Andrea Crippa      | Lega              |
| 3. Cologno Monzese    |        | Lucrezia Mantovani | Fratelli d'Italia |
| 6. Sesto San Giovanni |        | Marco Osnato       | Fratelli d'Italia |

#### Eletti nella quota proporzionale
| Fratelli d'Italia                                | Partito Democratico-IDP      | Lega               | Azione - Italia Viva | Movimento 5 Stelle | Forza Italia  |
| ------------------------------------------------ | ---------------------------- | ------------------ | -------------------- | ------------------ | ------------- |
|                                                  |                              |                    |                      |                    |               |
| Grazia Di Maggio Fabio Pietrella Giulio Tremonti | Matteo Mauri Silvia Roggiani | Fabrizio Cecchetti | Enrico Costa         | Giuseppe Conte     | Fabrizio Sala |

1. ↑  Aderisce al gruppo FI-PPE in data 16.09.2024.